# Lophiobagrus
A Lophiobagrus a sugarasúszójú halak (Actinopterygii) osztályának harcsaalakúak (Siluriformes) rendjébe, ezen belül a Claroteidae családjába tartozó nem.

## Rendszerezés
A nembe az alábbi 4 faj tartozik:
- Lophiobagrus aquilus Bailey & Stewart, 1984
- Lophiobagrus asperispinis Bailey & Stewart, 1984
- Lophiobagrus brevispinis Bailey & Stewart, 1984
- Lophiobagrus cyclurus (Worthington & Ricardo, 1937)